# 余振強紀念中學
余振強紀念中學（英語：Yu Chun Keung Memorial College）為香港一所津貼中學。其於1975年由天主教香港教區創辦，校址位於何文田窩打老道山文福道27號；校訓為「愛主樂群」。
其創校時為男校，直至2013年9月獲教育局的批准轉為男女校。

## 校長
- 吳中宏博士（1975-1996）
- 趙正葵先生（1996-2008）
- 張行健先生（2008-2013）
- 劉政江先生（2013-2015）
- 楊學海先生（2015-至今）

## 學生活動

### 學生會
學生會幹事會由學生自行組閣，經全體同學一人一票選出，並由代表會監察其運作。 學生會為一高度自治組織，向校方反映同學意見，並舉辦多元化的文康活動及聯校活動。

### 賽艇
其賽艇隊連續11年於學界第一組別作賽，亦為全港學界室內划艇5連冠

### 余振強紀念盃
為提升數學能力，由余振強紀念基金資助辦理余振強紀念盃小學數學比賽，參與學校區域為九龍城區。

## 事件

### 校內活動被謠傳為反修例運動衝擊演習
於2019年8月11日，向香港警察致敬Facebook Page上載一片段，片中一批為余振強紀念中學學生在學校天台持美國旗及氣槍在天台持旗奔跑，指控這是演習衝擊，又稱呼余振強紀念中學為「曱甴竇」，其後校方發表聲明，指日該校氣槍射擊學會有校友和學生在校內進行射擊練習，學生只是因貪玩做出相關行為。

## 著名校友
- 黃威：香港足球代表隊成員。
- 廖億誠：香港五人足球代表隊成員。
- 馬啟仁：體育電視節目主持。
- 胡天衡：香港有線新聞高級記者。
- 楊英洋：新加坡國立大學教師、香港中文大學化學系教授。發明速製特敏福抗流感藥
- 葉傲冬，BBS，JP：民建聯副秘書長。前油尖旺區議會主席及佐敦南區議員 (2000年中七畢業)
- 蕭澤頤：警務處處長（中三畢業後英國升讀）[7]
- 陳錦全：香港紅十字會青年及義工事務總幹事
- 陳至鋒：香港男子划船運動員
- 李傲然：前油尖旺區議員（大角咀北）
- 鄭芷淇：香港女子組合Lolly Talk成員